# Лобсанг Сангај
Лобсанг Сангај (Дарџилинг, Индија, 1968), тибетански политичар, правни експерт, шеф тибетанске владе у егзилу, Далај ламин наследник.